# Marko Jevtović
Marko Jevtović (in serbo Марко Јевтовић?; Belgrado, 24 luglio 1993) è un calciatore serbo, centrocampista del Konyaspor.

## Caratteristiche tecniche
È un centrocampista difensivo.

## Palmarès

### Club

#### Competizioni nazionali
- Campionato serbo: 1

Partizan: 2016-2017
- Coppa di Serbia: 3

Partizan: 2015-2016, 2016-2017, 2017-2018